# 創作 (ヨルシカのアルバム)
『創作』（そうさく）は、ヨルシカの1作目のEP。2021年1月27日にユニバーサルJから発売された。

## 概要
ヨルシカの1作目のEPで、CDリリースは前作のフルアルバム『盗作』以来約8ヵ月ぶりとなる。英訳タイトルは「Creation」。

## リリース・プロモーション
Type Aは普通のCD同様の「通常盤」仕様である一方、Type Bは同じデザインだがCDが収録されておらず、歌詞カードとケースのみが付属している。
| 対象店舗                      | 特典内容                              |
| ----------------------------- | ------------------------------------- |
| タワーレコード                | オルゴールCD（1,強盗と花束 2,春泥棒） |
| HMV                           | オルゴールCD（1,風を食む 2,嘘月）     |
| アニメイト                    | A4クリアファイル（絵柄A)              |
| Amazon.co.jp                  | A4クリアファイル（絵柄B)              |
| 楽天ブックス                  | 缶バッジ（絵柄A）                     |
| ヴィレッジヴァンガード        | 缶バッジ（絵柄B）                     |
| TSUTAYA RECORDS(一部店舗除く) | ステッカー                            |
| UNIVERSAL MUSIC STORE         | B2ポスター                            |
| 応援店                        | ポストカード                          |

本作品の発売を記念して、2020年12月22日～2月28日までに、HMVで過去のアルバムを購入すると各アルバムの『ジャケット絵柄ステッカー（5cm×5cm）』が特典として付属した。

## 収録内容
| 全作詞・作曲・編曲: n-buna。 |                                  |        |            |      |
| #                            | タイトル                         | 作詞   | 作曲・編曲 | 時間 |
| 1.                           | 「強盗と花束」                   | n-buna | n-buna     | 3:10 |
| 2.                           | 「春泥棒」                       | n-buna | n-buna     | 4:50 |
| 3.                           | 「創作」(インストゥルメンタル曲) | n-buna | n-buna     | 1:33 |
| 4.                           | 「風を食む」                     | n-buna | n-buna     | 4:25 |
| 5.                           | 「嘘月」                         | n-buna | n-buna     | 4:50 |
| 合計時間:                    | 合計時間:                        | 18:50  |            |      |

## タイアップ
春泥棒
大成建設「ミャンマー編」TV-CMソング
風を食む
TBS系『NEWS23』エンディングテーマ
嘘月
劇場アニメーション『泣きたい私は猫をかぶる』エンドソング

## クレジット
ヨルシカ
n-buna (Guitar, Piano, Chorus and Other Instruments)
suis (Vocal)
Recording Member
下鶴光康 (Guitar)
キタニタツヤ (Bass)
Masack (Drums)
平畑徹也 (Piano and Keyboards)
渡邊勇人 (Flute)